# ワンダラーズ (お笑い)
ワンダラーズは、日本のお笑いコンビ。サークルライン所属。1989年結成。共に広島県広島市出身。

## メンバー
- 土井 よしお（どい よしお、1969年7月12日 - ）
  - 広島県広島市出身。ボケ担当。本名及び旧芸名：土井 善雄（読み同じ）。ナレーターとしても活動している。愛称は「いぶし銀」「いぶし銀の下ネタ」「土井ちゃん」。身長168cm。体重58kg。
- 沖本 達也（おきもと たつや、1968年6月24日 - ）
  - 広島県広島市出身。ツッコミ担当。身長164cm。体重59kg。

## 来歴
1998年、第13回NHK新人演芸大賞東京地区代表。1998年11月21日放送の『続!ボキャブラ天国』（フジテレビ）で「メジャー」に昇格。12月5日放送分で降格決定。1999年7月24日放送の『爆笑オンエアバトル』（NHK）に出演。157KBに終わる。2005年12月24日深夜放送の『明石家サンタ』（フジテレビ）に、土井が電話で登場。

## 出演

### テレビ番組
- 週刊パパたいむ（RCCテレビ）
- UN FACTORY カボスケ（フジテレビ）
- 爆笑BOOING（関西テレビ）
- KEN-JIN（RCCテレビ） - 土井のみがサブレギュラーとして出演。
- 踊る!さんま御殿!!（日本テレビ）
- ブレイクもの!（フジテレビ）
- 続!ボキャブラ天国（フジテレビ） - 出演時のキャッチフレーズは「燃えるおたふくソース」。
- 素晴らしきドケチ家族（テレビ東京） - 沖本のみが節約青年として出演。
- 歌うボキャブラ天国（フジテレビ）
- 爆笑オンエアバトル（1999年7月24日、NHK総合） - 戦績0勝1敗 最高157KB
- 明石家マンション物語（フジテレビ） - 「ダメダメサービス」社員募集のための「あいうえお作文」にコンビで出演。
- 明石家マンション物語（フジテレビ） - 「大部屋」コーナーに土井のみが出演。ニックネームは「いぶし銀の下ネタ・土井」。
- ワンナイR&R（フジテレビ） - 土井のみが出演。
- 明石家ウケんねん物語（フジテレビ） - 土井のみが出演。
- ゴールドラッシュ2007 今年こそはブレイクしたい芸人が開く 新しきイロモネアの夜明け!!（2007年1月3日、TBS）
- お笑いDynamite! 第1回 2日目（2007年12月29日、TBS） - キャッチコピーは「昭和最後の若手芸人」。
- FNS27時間テレビ!! みんな笑顔のひょうきん夢列島!! （2008年7月27日、フジテレビ）- 土井のみ「スナック若手芸人が集まる店」にコーナー出演。
- イチオシ大予想TV「馬キュン!」（2013年8月24日 - 、BSフジ） - 土井のみが準レギュラーで出演。
- カンムリ 石本猟友会 巨大どじょう編「オロチ」捕獲大作戦（2019年10月11日・18日・25日・11月1日、RCCテレビ） - 土井のみが出演。

### テレビドラマ
いずれも土井のみが出演。
- shin-D 姫はセーラー服がお好き（1997年、日本テレビ） - 警官 役（レギュラー出演）
- フードファイト 第7話（2000年8月12日、日本テレビ）
- ストロベリー・オンザ・ショートケーキ 第1話（2001年1月12日、TBS）
- ブラックジャックによろしく 第5話（2003年5月9日、TBS）
- マンハッタンラブストーリー 第4話（2003年10月30日、TBS）
- 月深 ディビジョン1「ピンクヒップガール」第1話（2004年6月8日、フジテレビ）
- 救命病棟24時 第3シリーズ 第6話・第7話（2005年2月15日・2月22日、フジテレビ）
- 恋におちたら〜僕の成功の秘密〜 第1話（2005年4月14日、フジテレビ）
- 電車男（2005年、フジテレビ） - 車掌 役
- ドラマW「アウトリミット」（2005年10月10日、WOWOW）
- 翼の折れた天使たち 第一夜「セレブ」（2006年2月27日、フジテレビ） - 運送屋 役
- 下北サンデーズ 第4話（2006年8月3日、テレビ朝日）
- 特命係長 只野仁 3rdシーズン 第26話（2007年2月9日、テレビ朝日） - 警備員 役
- 冗談じゃない! 第1話（2007年4月15日、TBS）
- LIAR GAME シーズン1 第2話・第3話（2007年4月21日・4月28日、フジテレビ） - 佐島憲太（役者） 役
- プロポーズ大作戦 第6話（2007年5月21日、フジテレビ）
- 未来遊園地 〜幽霊少女と観覧車〜（2007年9月28日、テレビ朝日） - 小森 役
- 未来遊園地II 〜馬泥棒とメリーゴーラウンド〜（2008年3月28日、テレビ朝日） - 小森 役
- オー!マイ・ガール!!（2008年、日本テレビ） - 小宮利明 役
- 名探偵の掟 第8話（2009年6月5日、テレビ朝日）
- 猿ロック 第3話（2009年8月6日、読売テレビ）
- 刑事・鳴沢了〜東京テロ、史上最悪の24時間〜（2010年5月29日、フジテレビ）
- 妄想捜査〜桑潟幸一准教授のスタイリッシュな生活 第5話（2012年2月19日、テレビ朝日） - 黒川清春（生活安全課巡査部長） 役
- マジすか学園3 第1話・第12話（2012年7月14日・10月6日、テレビ東京） - 中年男 役
- 孤独のグルメ Season4 第3話（2014年7月23日、テレビ東京） - もみやん 役
- ラスト・ドクター〜監察医アキタの検死報告〜 第5話（2014年8月8日、テレビ東京） - 奥田（北浜水産作業員） 役
- 戦力外捜査官SPECIAL（2015年3月21日、日本テレビ）
- ヒガンバナ〜警視庁捜査七課〜 第7話（2016年2月24日、日本テレビ）
- 月曜名作劇場「温泉殺人事件シリーズ・有馬温泉殺人事件」（2016年5月30日、TBS） - 向田（警官） 役
- ボイス 110緊急指令室 VOL.09（2019年9月14日、日本テレビ） ‐ 鳥山敦（トンネル工事の現場監督） 役
- ケイジとケンジ 所轄と地検の24時 第3話（2020年1月30日、テレビ朝日） - 赤松竜樹（バーのオーナー） 役

### テレビアニメ
- あにゃまる探偵 キルミンずぅ+（2009年 - 2010年、テレビ東京） - 土井のみが第7話以降のおまけ映像コーナー「迷い猫シリーズ」に出演。

### ネット配信番組
- ニコジョッキー 現役小中高生によるアイドル学園（2012年2月2日配信開始、ニコニコチャンネル）
- 今際の国のアリス シーズン2（2022年12月22日、Netflix） - ダイヤのジャック/アモン 役（土井よしお）[1]

### ラジオ番組
- お笑いエレキ合戦（ニッポン放送）

### 映画
- チー公大作戦 〜メダカを救え！村長選挙（2001年制作/2005年公開、監督：杉崎智介） - 沖本のみが出演。
- 眠る右手を（2003年、監督：白川幸司） - 沖本のみが出演。
- ゲゲゲの鬼太郎（2007年、監督：本木克英） - 土井のみが出演。警官 役
- 民暴2（2016年） - 土井のみが出演。ヨシワラ(トラック運転手) 役

### Vシネマ
- YOKOHAMA BLACK（2016年9月、オールインエンタテインメント） - 土井のみが出演。蛯名組組員 シノザキ 役
- YOKOHAMA BLACK2（2016年11月、オールインエンタテインメント） - 土井のみが出演。蛯名組組長 シノザキ 役

### 舞台
- GO!GO!EGGMAN!!（2003年4月、新宿シアターモリエール） - 沖本のみが出演。
- メリケン（2004年1月、新宿 SPACE 107） - 土井のみが出演。
- キダリダ（2005年4月、新宿 SPACE 107） - 土井のみが出演。
- 猫のヒゲのしくみ（2005年9月、シアターグリーン メインホール）
- 手をつないでかえろうよ〜シャングリラの向こうで〜（2014年10月） - 土井のみが出演。尊義男 役[2]
- RISU PRODUCE vol.28「笑いの神様へ」（2023年11月公演予定、赤坂RED/THEATER） - 土井のみが出演。[3]

### CM
- サントリー マグナムドライ
- 日本マクドナルド - 土井のみがナレーターとして出演。
- エースコック 夜鳴き屋ラーメン - 沖本のみが出演。
- 中国放送
- 洋服の青山
- 森永製菓 ハイチュウ - 土井のみが出演。
- P&G ボールド - 沖本のみが出演。